# Malle Plantage
Malle Plantage er en privatejet plantage i Horne Sogn, 20 km nord for Varde. Den har et samlet areal på ca. 100 ha. Skoven gennemskæres af 2 kommunale veje: Hallum- og Mallevej.

## Historie
Plantagen er tilplantet af private lodsejere under Hedeselskabets regi fra 1885, hvor der tillige blev tinglyst fredskovspligt. Tilplantningen var et værn, og en fælles opgave for bønderne, mod sandflugten og en sandmile er indkapslet i plantagens let kuperede sydvestlige del. Denne rimme huser et gammelt- og omfattende grævlinge-/rævegravskompleks. 
Der blev i denne periode plantet meget langs "driv-vejen" fra Ho i syd til Bunken i nord. Derfor virker plantagen meget langstrakt, og forstmæssigt forkert med vestvendt "langside" – omtrent fra Hindsig i syd til Lyne i nord. En anden kuriøs sideeffekt heraf var reduceret havgus øst for plantagen. 
I og omkring Malle Plantage er der adskillige gravhøje (enkeltgravskulturen). Der er dog ikke meldt om nævneværdige arkæologiske fund.

## Vegetation
Typisk vestjysk plantage, hvilket vil sige primært nåleskov. Dog er en tilplantning/skovrejsning på 8 hektar (Hedeselskabet 2000) løvtræsbevoksning, som gør denne del lysere og mere vindresistent i modsætning til 1-2.generationstilplantningen af monokultur i form af nåletræer. Hovedvægten er tilplantet rødgran (fra 1930'erne), sitkagran, contortafyr (1980'erne) og lidt douglasgran (2000). En del ældre eg, normansgran, samt selvsåede birk og røn.
Der er stadig en del vindfælder i skovens sydligste del fra orkanen 3. december 1999. Der er i dec. 2007/samt 2008/9 foretaget en udtynding af de hugstmodne grantræer, herunder større, nu stubfræsede renafdrifter primært vest for Mallevej, syd for Hallumvej. Disse forventes genplantede i løbet af 2011, sandsynligvis med nåletræer.
2015/16 og senest juli 2021 bød på omfattende afdrifter sektionsvis i plantagens centrale del, primært af sitka 
Nåletræsgenplantning forventes afsluttet 2017. 
Der er lavet en større renafdrift i plantagens østlige del 2023
Generelt er bevoksningen tæt, med en visse steder uigennemtrængelig undervegetation af væltede, udgåede træer,pil, brombær, hindbær, kaprifolier m.v., hvilket gør den uegnet som udflugtsmål og til rekreative formål, men en oase for bl.a. hulrugende fugle.

## Fauna

### Pattedyr
Fast bestand af råvildt. Kronvildt optræder cyklisk, idet 1-2 hinder hver forsommer sætter kalv her, inden de i august atter trækker vestpå til de større vestjyske klitplantager, ligesom strejftog, både enkeltvist og i mindre rudler, af unge, oftest bihjorte finder sted.
Dåvildt er observeret forår og sommeren 2025, typisk en ,,pubertetsrudel” på p.t. 8 unghjorte – et par spidshjorte havde tilknytning til løvskovsnyplantningen 2005/2006. Fødeunderlaget var det store udbud af div. æbletræer plantet i dette afsnit, tillige med vildtagre. Beplantningen var dengang for ung til at give dåvildtet et permanent eksistensgrundlag i form af agern m.v. til et sufficient fedtlag(fejst) til at modstå en hård-og lang vinter. Der er enighed blandt majoriteten af grundejere og jagtlejere om at lokalfrede dådyrene for få etableret en fast bestand. 
Det er også i dette løvskovsområde, at der findes den tætteste bestand af råvildt i Malle Plantage. Denne bestand er decimeret, grundet massiv beskydning udenfor skoven, dåvildt som fødekonkurrent, ligesom der er set ulv på strejf i nærområdet. Der er konstateret tre tilfælde af fatal diarré, måske fordi der af velmenende grunde er lagt letfordøjeligt foder ud i nærområdet sent på sæsonen: 
Hvis en drøvtygger pludselig tilføres/foræder sig i letfordøjeligt foder - fx korn og majs sker der en lyngæring i vommen med kraftig syredannelse og acidose til følge, som vælter hele balancen og fører først til muskelømhed, diarre, lammelse og terminalt døden. Det konstateredes ved, at alle tre dyr var velnærede. Et tilfælde af drejesyge er konstateret. DTU’s obduktion påviste listeriabakterier i hjernen
Tillige hare, egern, pindsvin, ræv, grævling, husmår, mink og brud. Grundet de mange hule træer er der en meget stor bestand af flagermus( det har dog ikke været muligt at artsbestemme disse). 
Den relativt sjældne skovmår må nu betragtes som bofast, senest filmet 2021 med i hvert fald to unger, og et eksemplar er ihjelkørt på Hallumvej allerede i 2011.
Ulv er observeret på vildtkamera 2018, og ligeledes observeret flere gange på Mallevej efteråret 2024, tidligt forår 2025.
Mårhund er observeret- og nedlagt fra 2022

### Fugleliv
Ynglefugle: spurvehøg, musvåge og natugle. Grønspætten ynglede sommeren 2005. Et ravnepar har etableret sig i en forladt duehøge-rede april 2009. Ligeledes yngler stillits såvel som kærnebider, lille korsnæb, grønsisken,stor flagspætte, dompap, skovsneppe, natugle, "gøg" samt en række af de almindeligste danske fugle. 
2022/23 er der observeret et fastboende tranepar i området sydøst for plantagen.
På træk/strejfgæster er bl.a. set duehøg (har tidl. ynglet i plantagen), blå kærhøg, slørugle, grønspætte,skovhornugle, gravand, bramgås,grågås, sangsvane, knopsvane,  fiskehejre, rød glente og havørn.
Plantagen er en ,,trædesten” for de tusindvis af bram- og grågæs, der trækker fra Filsø m.v. for at dagfouragere på de omliggende marker af plantagen.

### Krybdyr
Der findes stålorm, skovfirben, skrubtudse, butsnudet- og grøn frø. I et mindre vandhul i den vestlige del yngler lille vandsalamander.

## Administration
Plantagen er inddelt i 10 parceller varierende fra 2-15 hektar. Ejerkredsen er tilsvarende delt op – primært bestående af lokale jordbesiddere. Disse indgår kollektivt i en brandforsikringskasse samt danner kerne i et jagtkonsortium om efterårets 4- 5 fællesjagter (drivjagt), hvor der udøves et moderat jagttryk med udbytte lagt på hårvildt og skovsneppe. Fasanudsætning gennem et par sæsoner i et forsøg på at variere vildtudbyttet er fejlslagent og opgivet. Harer vægter ikke tungt i statistikken over nedlagt vildt.
Som en væsentlig prædationsfaktor er der i de omgrænsende områder en massivt, voksende bestand af ynglekrager, der ikke reguleres. Vinterfodring af hjortevildtet med roer fandt tidligere kun sted i hårde vintre, men er af samme grund nu stoppet af jagtkonsortiet. 
I hårde vintre indstilles drivjagterne. 

I Varde Kommunes lokalplan 2004-16 var områderne syd og øst for Malle Plantage udtaget for skovrejsning. Dette er fastholdt i Regionsplanlægningen.
Denne er dog ændret, da der er forslag om at CO2binde lavjord sydøst for skoven ved at konvertere denne til eng ved lukning af diverse markdræn.
Der har været ønske om at placere 6+6 kæmpevindmøller vest og øst for plantagen, hvilket er sendt i høring hos de berørte naboer.
|  | Denne artikel om lokaliteten Malle Plantage kan blive bedre, hvis der indsættes et (bedre) billede. Du kan hjælpe ved at afsøge Wikimedia Commons for et passende billede eller lægge et op på Wikimedia Commons med en af de tilladte licenser og indsætte det i artiklen. |

55°45′44.2″N 8°30′6.73″Ø / 55.762278°N 8.5018694°Ø